# Collegio uninominale Emilia-Romagna - 01 (Camera dei deputati 2017)
Il collegio elettorale uninominale Emilia-Romagna - 01 è stato un collegio elettorale uninominale della Repubblica Italiana per l'elezione della Camera dei deputati tra il 2017 ed il 2022.

## Territorio
Come previsto dalla legge elettorale italiana del 2017, il collegio era stato definito tramite decreto legislativo all'interno della circoscrizione Emilia-Romagna.
Era formato dal territorio di 21 comuni: Borgo Tossignano, Camugnano, Casalfiumanese, Castel del Rio, Castel Guelfo di Bologna, Castel San Pietro Terme, Castiglione dei Pepoli, Dozza, Fontanelice, Grizzana Morandi, Imola, Loiano, Medicina, Monghidoro, Monterenzio, Monzuno, Mordano, Ozzano dell'Emilia, Pianoro, San Benedetto Val di Sambro e San Lazzaro di Savena.
Il collegio era quindi interamente compreso nella città metropolitana di Bologna.
Il collegio era parte del collegio plurinominale Emilia-Romagna - 03.

## Eletti
| Elezione | Elezione | Deputato       | Partito               |
| -------- | -------- | -------------- | --------------------- |
|          | 2018     | Serse Soverini | Italia Europa Insieme |
|          | 2019     | Serse Soverini | Partito Democratico   |

## Dati elettorali

### XVIII legislatura
Come previsto dalla legge elettorale, 232 deputati erano eletti con sistema a maggioranza relativa in altrettanti collegi uninominali a turno unico.
| Candidati              | Candidati                | Voti    | %     | Liste                           | Voti    | %     |
| ---------------------- | ------------------------ | ------- | ----- | ------------------------------- | ------- | ----- |
|                        | Serse Soverini ✔️ Eletto | 46 554  | 33,50 | Partito Democratico             | 40 509  | 29,15 |
| +Europa                | Serse Soverini ✔️ Eletto | 46 554  | 33,50 | 4 282                           | 3,08    |       |
| Italia Europa Insieme  | Serse Soverini ✔️ Eletto | 46 554  | 33,50 | 1 061                           | 0,76    |       |
| Civica Popolare        | Serse Soverini ✔️ Eletto | 46 554  | 33,50 | 702                             | 0,51    |       |
|                        | Simonetta Mingazzini     | 40 008  | 28,79 | Lega                            | 22 905  | 16,48 |
| Forza Italia           | Simonetta Mingazzini     | 40 008  | 28,79 | 12 359                          | 8,89    |       |
| Fratelli d'Italia      | Simonetta Mingazzini     | 40 008  | 28,79 | 4 098                           | 2,95    |       |
| Noi con l'Italia - UDC | Simonetta Mingazzini     | 40 008  | 28,79 | 646                             | 0,46    |       |
|                        | Claudio Frati            | 39 844  | 28,67 | Movimento 5 Stelle              | 39 844  | 28,67 |
|                        | Paola Lanzon             | 6 834   | 4,92  | Liberi e Uguali                 | 6 834   | 4,92  |
|                        | Giorgio Cremaschi        | 1 666   | 1,20  | Potere al Popolo!               | 1 666   | 1,20  |
|                        | Matteo Montanari         | 1 212   | 0,87  | Partito Comunista               | 1 212   | 0,87  |
|                        | Matteo Venturi           | 1 157   | 0,83  | Il Popolo della Famiglia        | 1 157   | 0,83  |
|                        | Alessandra Santini       | 754     | 0,54  | CasaPound                       | 754     | 0,54  |
|                        | Fiorenzo Consoli         | 568     | 0,41  | Italia agli Italiani            | 568     | 0,41  |
|                        | Gianluca Sita            | 220     | 0,16  | Per una Sinistra Rivoluzionaria | 220     | 0,16  |
|                        | Antonella Costa          | 168     | 0,12  | PRI - ALA                       | 168     | 0,12  |
| Totale                 | Totale                   | 138 985 | 100   |                                 | 138 985 | 100   |
|                        |                          |         |       |                                 |         |       |
| Voti non validi        | Voti non validi          | 3 812   | 2,67  |                                 |         |       |
| Votanti                | Votanti                  | 142 797 | 79,61 |                                 |         |       |
| Elettori               | Elettori                 | 179 375 |       |                                 |         |       |